# Should Women Drive?

Should Women Drive?  est un film américain de Leo McCarey sorti en 1928.

## Fiche technique
- Titre : Should Women Drive?
- Réalisation : Leo McCarey
- Scénario : Leo McCarey
- Photographie : George Stevens
- Montage : Richard C. Currier
- Producteur : Hal Roach
- Société de production : Hal Roach Studios
- Société de distribution : Metro-Goldwyn-Mayer (MGM)
- Pays d’origine :  États-Unis
- Langue : Anglais
- Format : 1.33 : 1, 35mm, noir et blanc
- Durée : 20 minutes
- Date de sortie : 26 mai 1928

## Distribution
- Max Davidson
- Patsy O'Byrne
- Hank Mann
- Harvey Clark
- Tiny Sandford